# Chambre à dérive

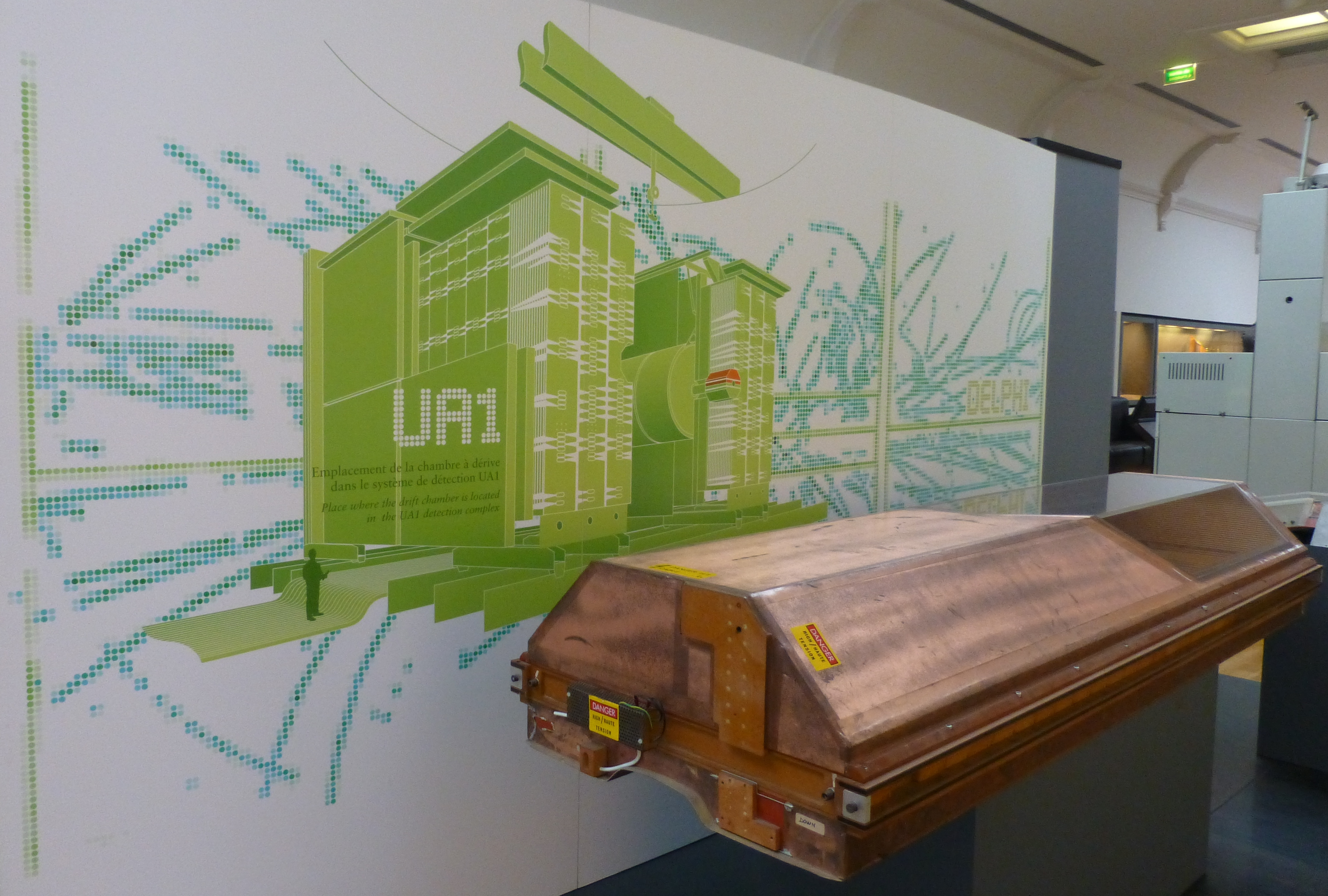
Chambre à dérive dans le système de détection UA1

Les détecteurs de type chambre à dérive sont couramment utilisés dans des expériences de physique des particules ou nucléaire (NA48, BaBar, COMPASS, etc.) pour détecter la position de particules chargées sur des grandes surfaces. Ce sont des détecteurs gazeux permettant d’obtenir une résolution spatiale inférieure à 150 μm pour un faible nombre de voies d’électronique et une faible quantité de matière. Ils peuvent fonctionner jusqu’à un flux incident de quelques centaines de kHz par voie.